# 道の駅なかやま
道の駅なかやま（みちのえき なかやま）は、愛媛県伊予市にある国道56号の道の駅である。

## 施設
- 駐車場 51台
- トイレ 18器
- ウッドクラフトセンター
- 情報提供施設
- そば打ち体験道場
- 木工体験道場
- シャーベット・大判焼き売り場
- 休憩コーナー
- 自動販売機コーナー
- 防災備蓄倉庫

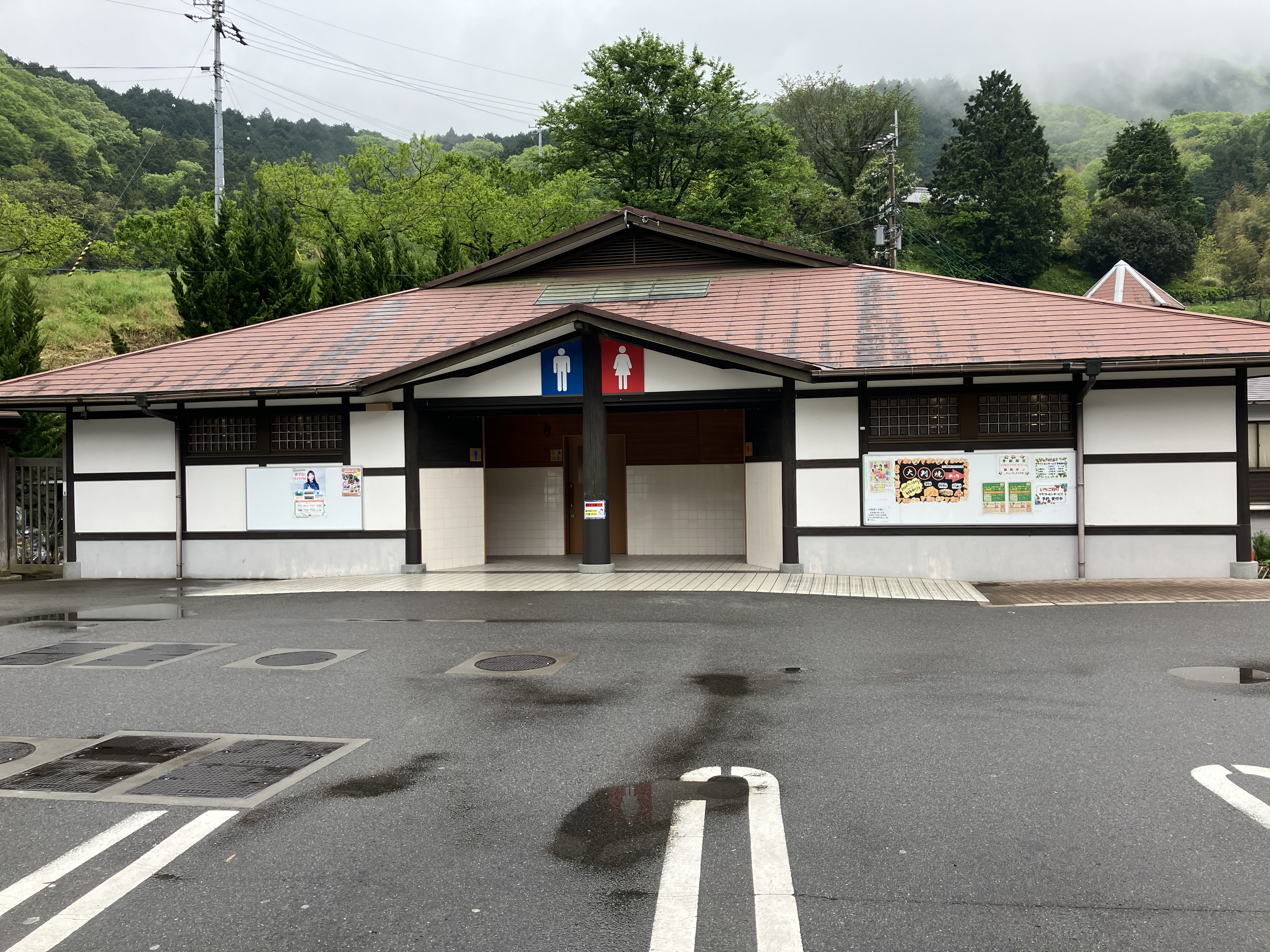
道の駅のトイレ（2025年4月）
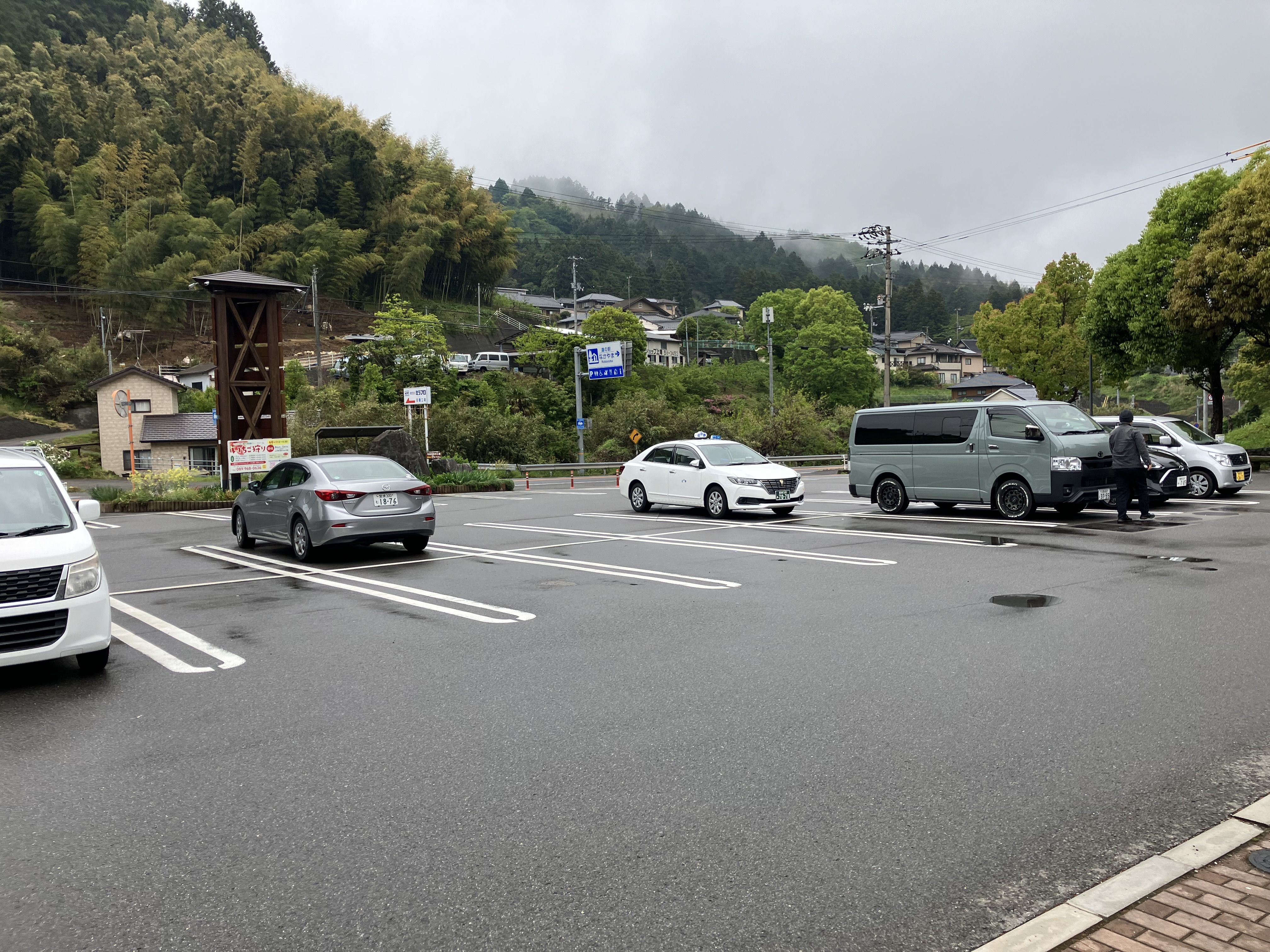
駐車場（2025年4月）
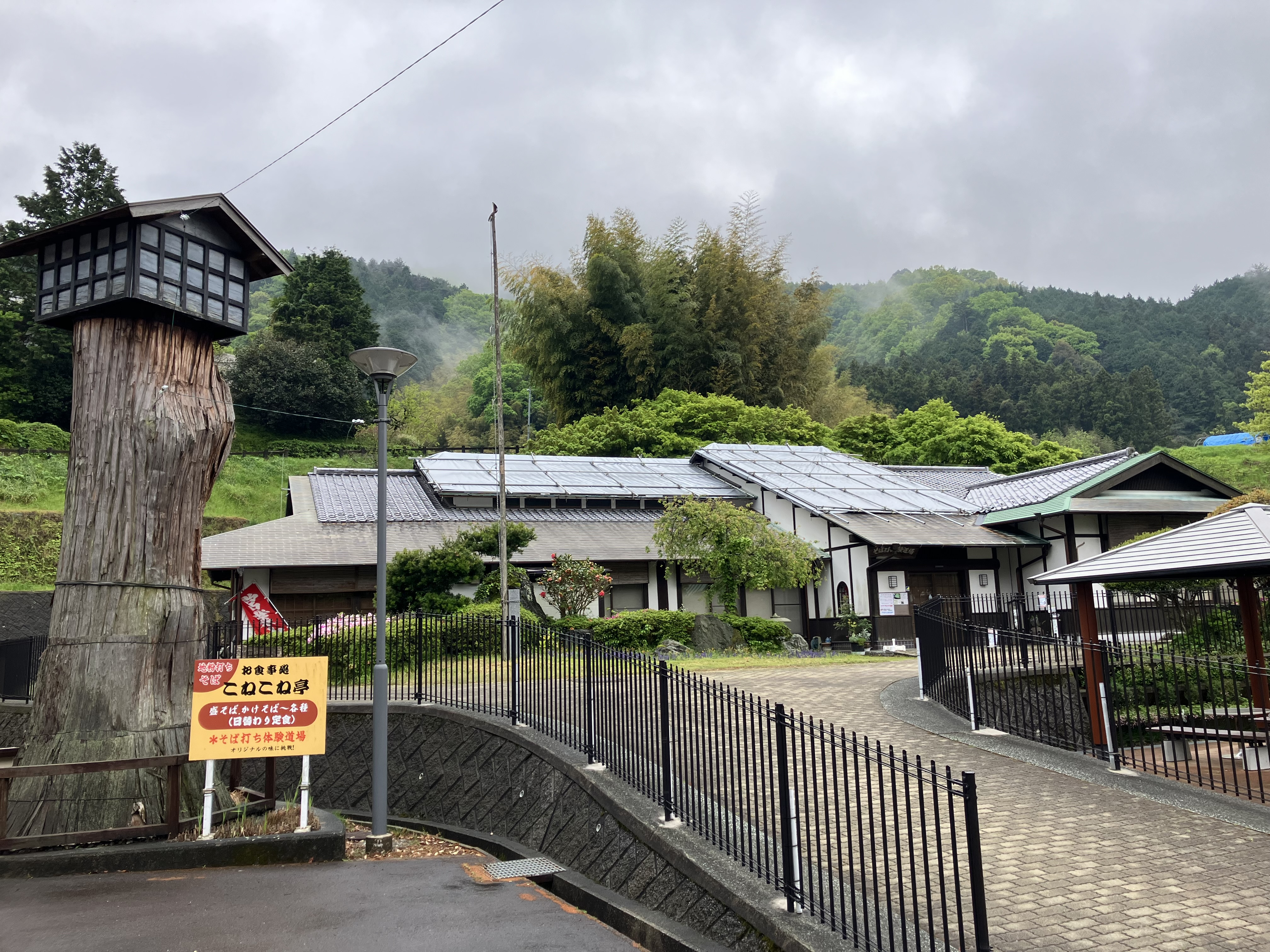
そば打ち体験道場（2025年4月）
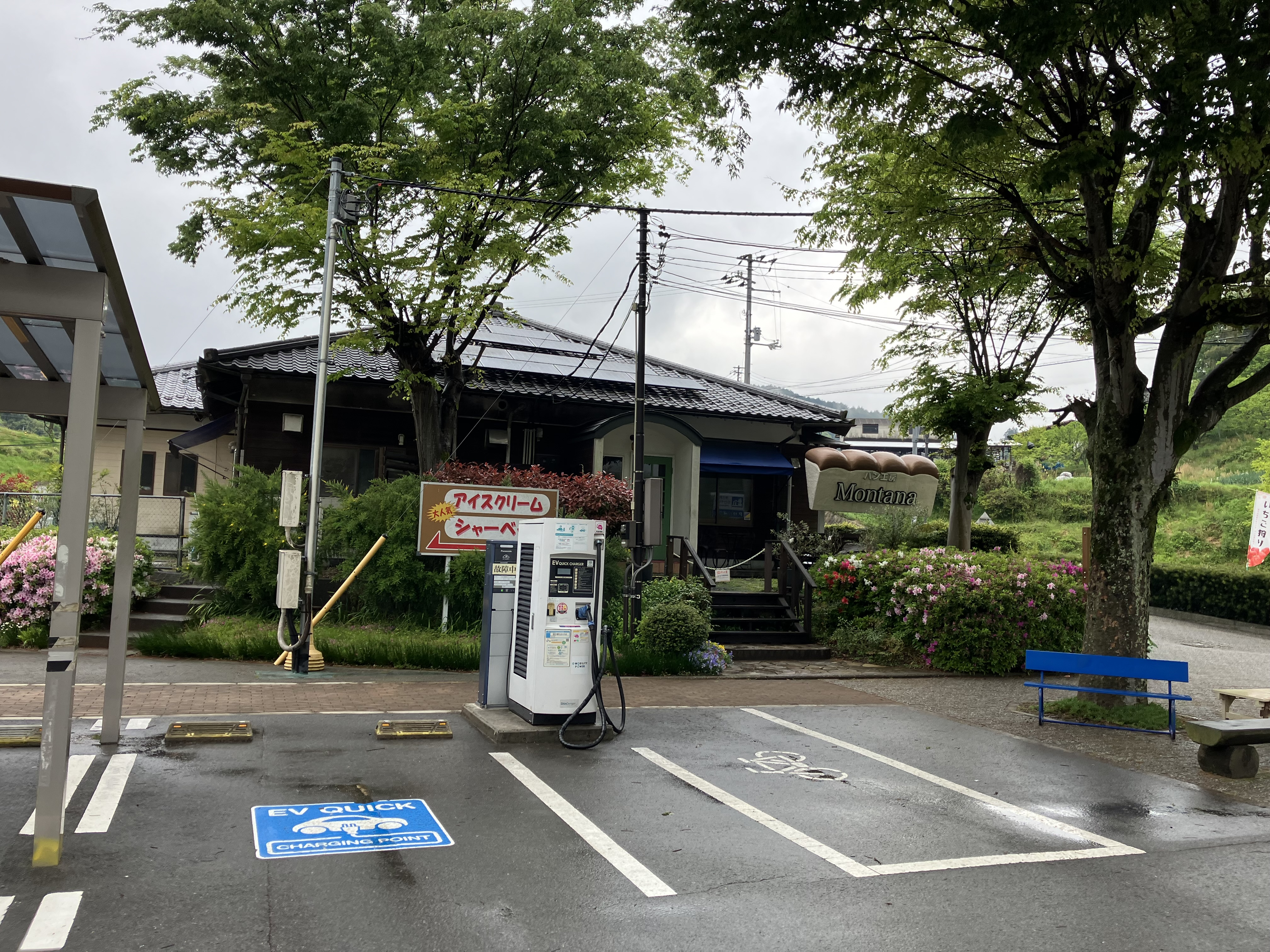
充電場（2025年4月）
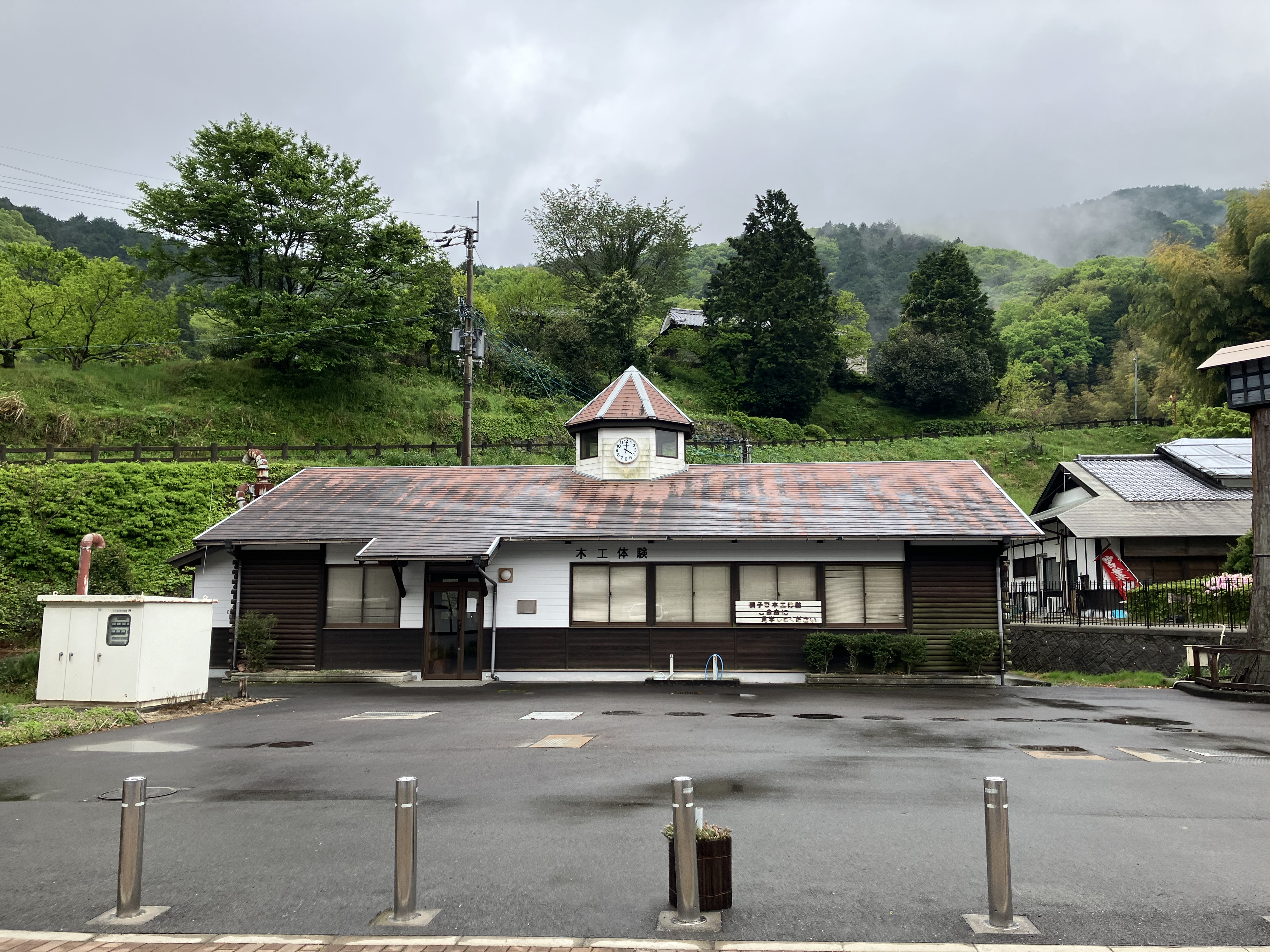
木工体験道場（2025年4月）
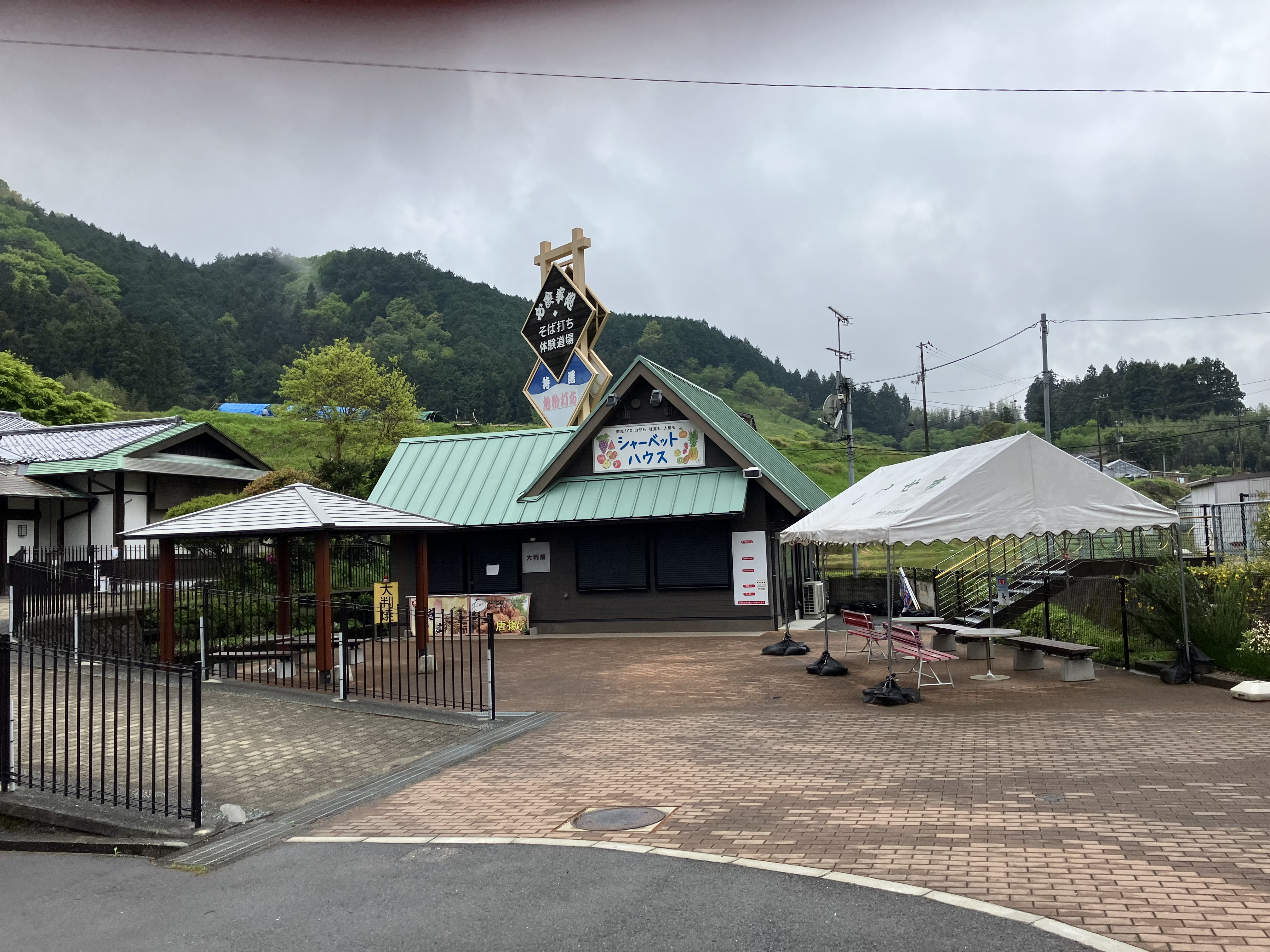
シャーベットハウス（2025年4月）